# Duduk

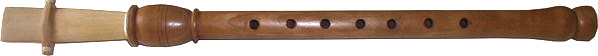
Arménský duduk

Duduk (arménsky: դուդուկ), tradičně nazýván od starověku Ծիրանափող (Ciranapogh), je arménský tradiční hudební nástroj, který má historii více než 3000 let.
V roce 2005 prohlásila světová organizace UNESCO arménský duduk za mistrovské dílo nehmotného dědictví lidstva.